# ياي آر كونغ فو II
ياي آر كونغ فو 2 (بالإنجليزية: Yie Ar Kung-Fu II)‏ ، هي لعبة فيديو من نوع أضربهم برحاً، أنتجها شركة كونامي اليابانية عام 1986م، وتعمل على نظام إم إس إكس وأنظمة ألعاب فيديو الأخرى.

## وصلة خارجية
- Yie Ar Kung-Fu II في موقع World of Spectrum